# 바베이도스의 국가

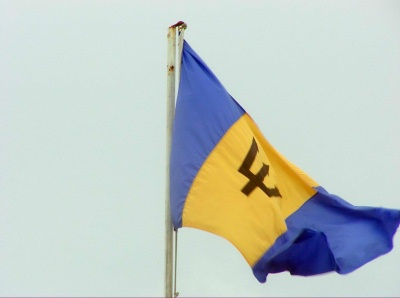

풍요로울 때에도 어려울 때에도(영어: In Plenty and In Time of Need)는 바베이도스의 국가이다. 1966년에 국가로 제정되었다.
C. Van Roland Edwards가 작곡, Irving Burgie가 작사를 하였다.

## 영어가사
1절
In plenty and in time of need
When this fair land was young
Our brave forefathers sowed the seed
From which our pride was sprung
A pride that makes no wanton boast
Of what it has withstood
That binds our hearts from coast to coast
The pride of nationhood
후렴
We loyal sons and daughters all
Do hereby make it known
These fields and hills beyond recall
Are now our very own
We write our names on history's page
With expectations great
Strict guardians of our heritage
Firm craftsmen of our fate
2절
The Lord has been the people's guide
For past three hundred years.
With him still on the people's side
We have no doubts or fears.
Upward and onward we shall go,
Inspired, exalting, free,
And greater will our nation grow
In strength and unity.

## 한국어해석
1절
풍요로울 때에도 어려울 때에도
아름다운 땅이 젊었을 때에
우리의 용감한 조상이 이 땅에 씨를 뿌려
우리의 자존심이 자라났네
모든 시련을 겪어낸 것을
터무니없이 과시하지 않는 자존심
우리의 마음을 바다건너 잇는
민족의 자존심
후렴
우리의 충실한 아들 딸들이
이로써 우리 나라를 온누리에 알리도록 열심히 일하네
기억할 수 없는 들판과 언덕은
이제 우리의 것이라네
커다란 기대를 가지고
역사책에 이름을 남기자
우리 유산의 엄격한 수호자
우리 운명의 확고한 장인
2절
주님께서는 지난 300년 동안
우리의 인도자로 계셨네
주님이 만민의 편에 서있으니
의심이나 두려움이 없도다
우리는 영감을 받고 기뻐하며 자유롭게
앞으로 나아갈 것이다
우리 나라는 단결과 힘 속에서
더욱 강하게 자랄 지어다